# Fernand Weil
 (novembre 2024).
Si vous disposez d'ouvrages ou d'articles de référence ou si vous connaissez des sites web de qualité traitant du thème abordé ici, merci de compléter l'article en donnant les références utiles à sa vérifiabilité et en les liant à la section « Notes et références ».

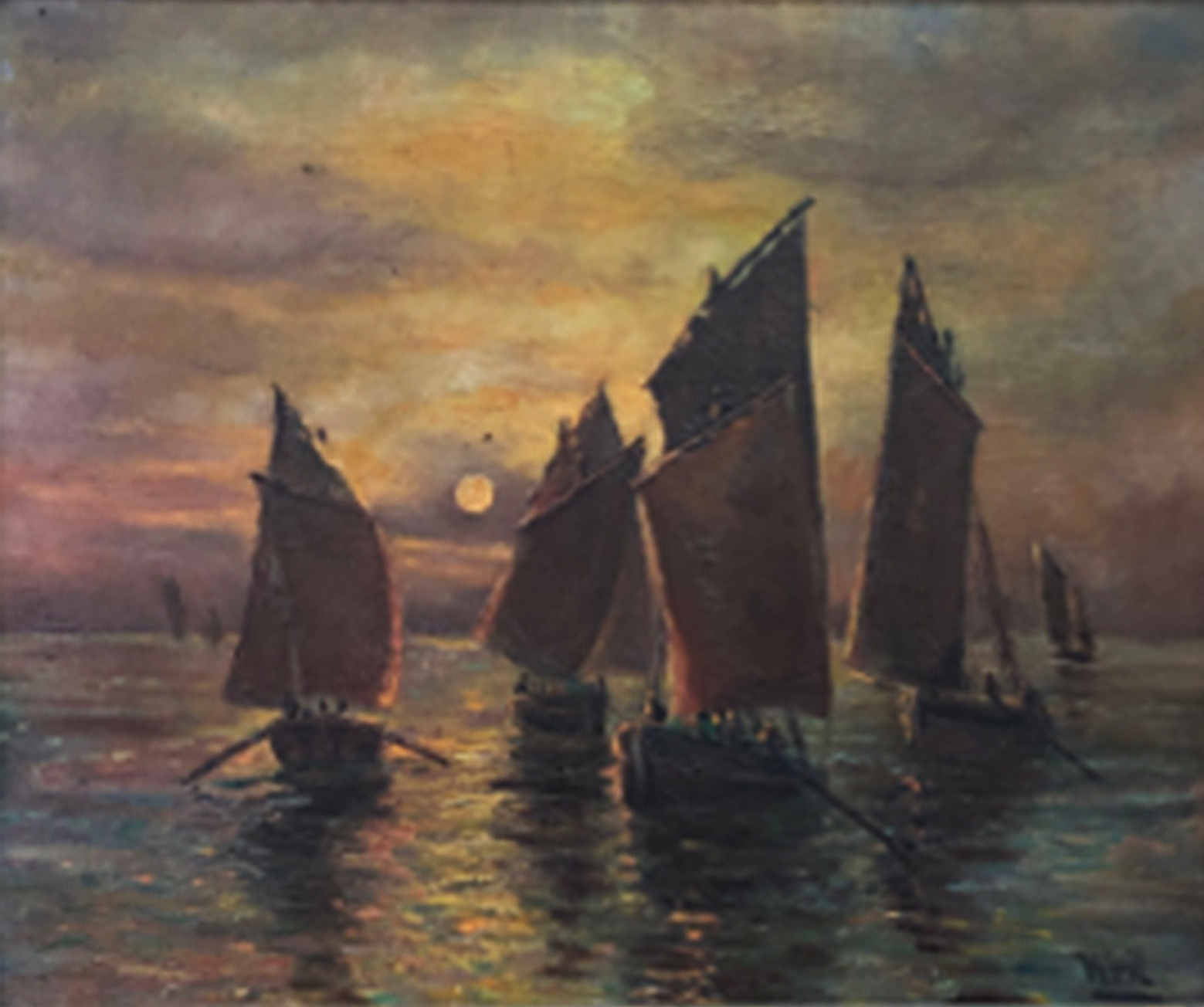
Fernand Weil - marine - 46x55

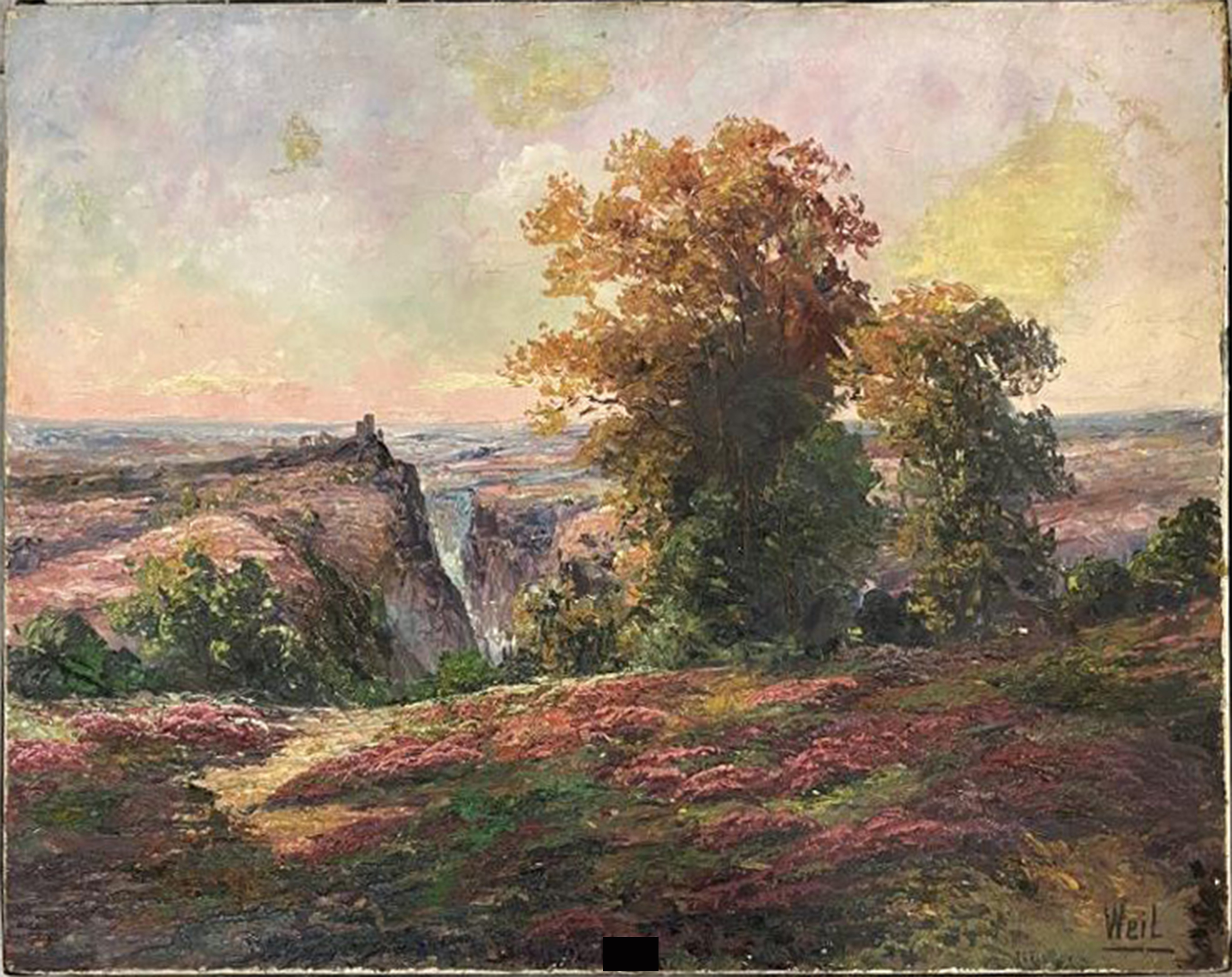
Fernand Weil - paysage - 73x92

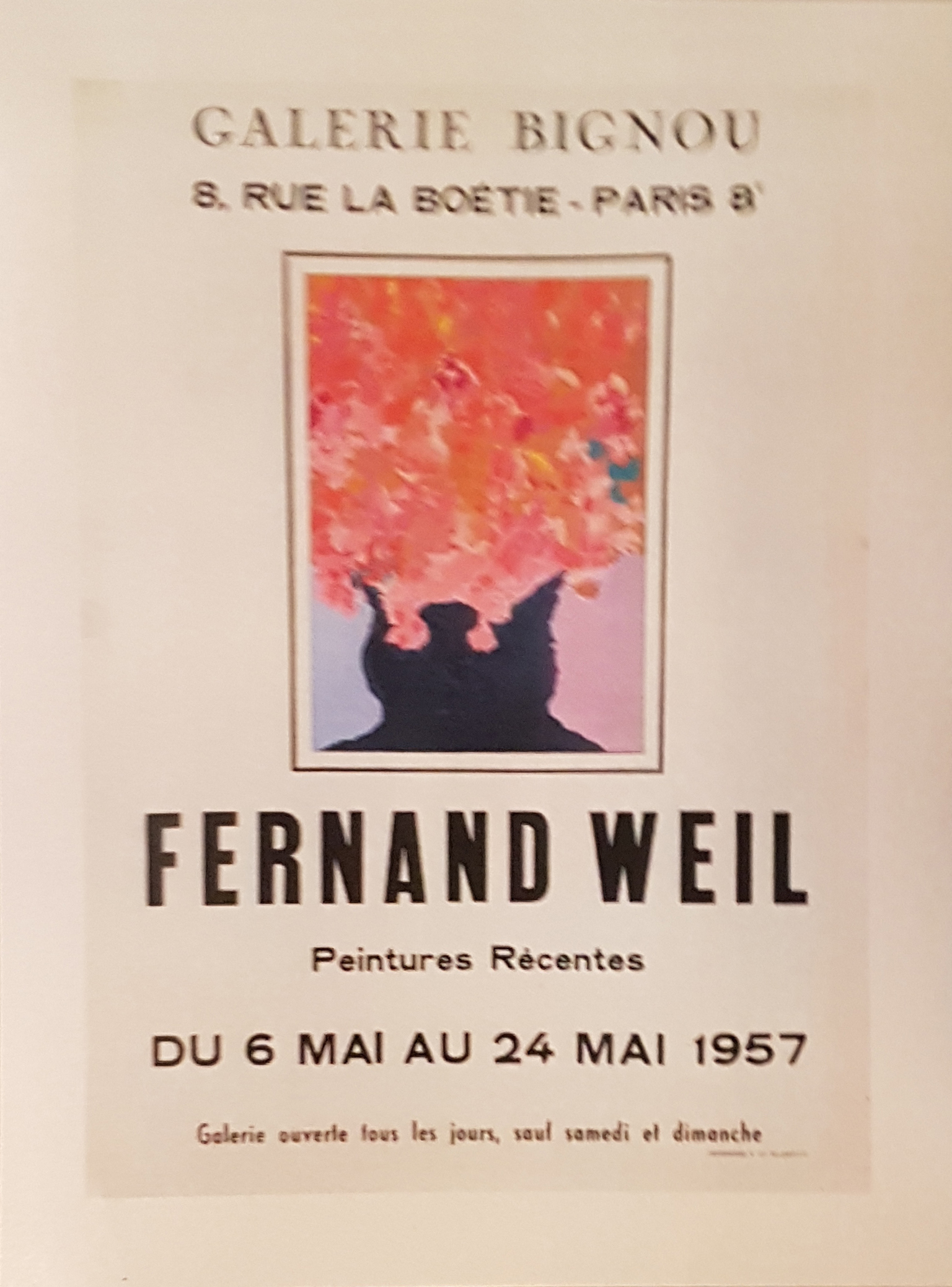
Affiche d'exposition Fernand Weil à la galerie Bignou - mai 1957

Fernand Weil, né à Paris le 4 août 1894 et décédé le 18 octobre 1958 à Neuilly-sur-Seine, est un peintre français, autodidacte et semi professionnel, du milieu du XXe siècle.

## Biographie
Fernand Weil a fait la grande guerre (1914-1918) et a été blessé à la hanche en 1916. Après la première guerre mondiale, Fernand Weil a repris sa profession de courtier en vins.
Pendant l’occupation allemande, en 1944, Fernand Weil habite à Paris sous une fausse identité. Recherché par la Police du régime de Vichy et la Gestapo, il vit caché dans son nouveau domicile. Ne travaillant plus, à l’âge de 50 ans, il s’adonne à la peinture pour s’occuper. N’ayant fait aucune étude d’art, il commence par reproduire des cartes postales dans le style de l’école de Barbizon, principalement des marines dans le style de Georges Maroniez et des paysages de forêt dans le style de Henry Ward Ranger, qu’il réinterprète. Par la suite, il se met à peindre des paysages qu'il imagine, dans un style figuratif moins réaliste et onirique. Ces paysages sont associés au courant naïf par le critique d’art et poète Anatole Jakovsky.
En 1945, Fernand Weil expose pour la première fois à la Galerie du Verseau à Paris,. Dès cette exposition, plusieurs collectionneurs importants lui achètent des toiles.
En novembre 1956, le journal Le Monde annonce la parution du livre d’Anatole Jakovsky, Du Douanier Rousseau à Fernand Weil, présentant 25 peintres « naïfs » dont Fernand Weil,. La présidente du Salon Comparaisons, Andrée Bordeaux-le Pecq, demande à Fernand Weil d’organiser la manifestation, qui rencontre un grand succès auprès du public.

## Expositions personnelles
- Mai 1945 – Galerie du Verseau, 31 Boulevard de Courcelles, Paris[3],[4],[6].
- Mai 1946 – Galerie Mac Grath, 13 rue de Tournon, Paris (du 18/051946 au 08/06/1946)[7],[8],[4],[6].
- Mai 1948 – Galerie Raymond Creuze, 4 avenue de Messine, Paris[4],[6].
- Mai 1949 – Galerie Arc-en-Ciel, rue de Seine, Paris[4],[6].
- Novembre 1951 – Galerie Pascaud et Suillerot, 165, boulevard Hausmann, Paris[4],[6].
- Mai 1957 – Galerie Bignou, 8 rue de la Boétie, Paris[4] (du 06/05/1957 au 24/05/1957). Acquisition par l’état pour le Musée d’Art Moderne d’une toile intitulée "Les petits étangs" de 1956 En dépôt depuis le 27/02/1958: Mairie de Saint-Vincent-de-Mercuze[9],[6].
- Autres expositions dans des Galeries privées à Cannes et à Nice[4],[6].

## Participation à des expositions collectives
- Expositions au Salon des Indépendants dont il est sociétaire (non daté)[4],[6].
- Expositions au Salon de l’Art Libre (non daté)[4],[6].
- 1947 - Helsinki – Exposition de peinture Française Contemporaine[4].
- 1956 – Expositions au Salon Comparaisons, dont il est l’organisateur[4].
- Expositions dans les Musées de Boulogne s/mer, Périgueux et Lyon[4]. Le Musée d'Art Moderne de la Ville de Paris acquiert une toile qui est maintenant au Musée d’Art Naïf Anatole Jakovsky de Nice[10].
- New-York – Novembre 1957 – Hutton-Chambard Gallery 41 east 57th Street[4].
- Mexico – Septembre 1958 avec le Salon Comparaisons[4].

## Critiques contemporaines de l’œuvre de Fernand Weil
- 1945 - Les Lettres Françaises (revue), le 2 juin 1945 - Léon Degand: "Fernand Weil peintre naïf? Ce marchand de vins c’est mis à peindre à cinquante ans avec une audace que lui envieraient de plus habiles. Sur le triplex sa couleur se répand à plein tubes. Elle c’est juteux en diable et très nouveau  d’en le genre. Tels Morceaux de viande sont d’un coloriste doué. (Galerie du Verseau)"[3],[6].
- 1946 ‐ Les Nouvelles Littéraires ‐ Maximilien Gauthier: "Fernand Weil qui exposa pour la première fois l'an dernier des tableaux singuliers surtout par la densité et la matière, montre en ses récents ouvrages exposées chez Mac Grath, une fougue nouvelle et plus spécialement exaltée par la couleur; il convient de suivre avec attention les efforts de cet artiste en qui le don l'emporte sur le savoir sympathiquement."[11],[6].
- 1946 - Les Lettres Françaises (revue), le 31 mai 1946 - Léon Degand (L.D): "Fernand Weil peintre naïf et autodidacte commence à prendre de l'assurance (MAC GRATH)"[7],[8].
- 1948 - Libération (journal, 1941-1964) - Guy Dornand: " Fernand Weil se révèle être un adepte des Fauves. "[6].
- 1951 - la revue moderne des arts & de la vie (revue) - Portraits d’Artistes - Georges Turpin: "Fernand Weil compte désormais parmi les plus grands peintres autodidactes dont la sincérité donne leur prix à leurs œuvres."[6].
- 1951 - Arts (revue) - Jean Bouret - "(Fernand Weil)… Je sens une richesse peu commune, une force latente dans ces œuvres simples, et j'ai besoin de partager ma richesse et ma joie."[6].
- 1957 - Le Franc Tireur (journal, 1941-1957), le 13 mai 1957 - Jean- Bouret: "Weil est notre Rousseau. Il faudrait un Appolinaire pour le célébrer. Il laisserait Monet sans voix si on osait faire la comparaison. Avec les grâces d’un archange pur, obsédant, Weil est le plus grand peintre primitif de notre époque.".
- 1957 - L’État français achète " Les petits étangs "[9] - Marguerite Lacombe: "L’État a acquis Les petits étangs, qui représente le motif poétique par excellence. On ne peut pas toujours être d’accord avec le choix d’acquisitions de l’État, mais ces petits étangs au milieu d’une forêt rêveuse, cette œuvre imaginative, montre par les qualités de composition et de palette qu’elle pouvait retenir l’attention d’une des représentations officielles, ce qu’elle a fait.".
- 1957 – Octobre - Exposition à la Galerie Hutton - Chambard, New York [6]- France Amérique: "Impressionniste dans son désir de tout traduire en couleur, Fernand Weil peint la campagne en fleurs avec le plus grand respect de ses splendeurs chromatiques. Ses arbres en fleurs dégagent un parfum aphrodisiaque qui semble avoir pénétré la peinture elle-même. Appliqué en petits empâtements crémeux, il plonge le peintre dans un état d’extase bucolique. Si on est parfois aveuglé par toute la luminosité de ce paradis terrestre, où les intempéries sont rarement en " mouvement bleu ", Weil nous promène le long d'une rue mystérieuse et nous offre une semi-obscurité poétique reposante et son clair de lune."